# ¡Dios mío!
¡Dios mío!, originalment titulada El Dios, és una sèrie de còmic satíric creada el 1977 per José Luis Martín, publicada per la revista d'actualitat humorística, El Jueves.

## Argument i personatges
En quatre vinyetes a tot color i sense diàlegs, relata les històries de Déu, representat com un home gran, grassonet i amb barba, un triangle al cap amb un ull i plantofes als peus, que té aficions dels nostres dies i en gaudeix, com qualsevol ésser humà, fa servir els seus poders sobrenaturals per agafar avantatge humorísticament de les seves dificultats.
És freqüent l'aparició d'altres personatges bíblics com Jesucrist, la Mare de Déu o Moisès, i també personatges d'altres religions i credos com Buda, Vixnu, Mahoma, etc. Fins i tot filòsofs com Nietzsche i qualsevol altre personatge públic o històric mort com el papa Joan Pau II o Galileo Galilei han aparegut en algunes historietes.